# Riedelia charontis
Riedelia charontis là một loài thực vật có hoa trong họ Gừng. Loài này được Mark Fleming Newman miêu tả khoa học đầu tiên năm 2010.

## Phân bố
Loài này được tìm thấy ở cao độ 522 m dọc theo đường từ Mile Post 50 trên núi Jaya, ven sông Aimua, huyện Mimika, khu vực nhượng quyền sử dụng cho PT-Freeport, tỉnh Papua, Indonesia.